# Prundu (Giurgiu)
Prundu è un comune della Romania di 4 496 abitanti, ubicato nel distretto di Giurgiu, nella regione storica della Muntenia.
Il comune è formato dall'unione di 2 villaggi: Prundu e Puieni.